# Décimo Junio Bruto Pera
Décimo Junio Bruto Pera (en latín, Decimus Iunius Brutus Pera) fue un político y aristócrata romano descendiente de uno de los más nobles y antiguos linajes de la República romana.
Sus hijos Marco y Décimo Junio Pera tomaron solo uno de sus cognomina para distinguirse de las demás ramas de la antigua gens Junia.
Según se desprende de fuentes clásicas, tras su muerte en el año 264 a. C., sus hijos Décimo y Marco organizaron los primeros munera en el foro Boario que consisteron en la lucha a muerte de varios esclavos.